# Powellvenator
Powellvenator podocitus is een vleesetende theropode dinosauriër, behorend tot de Coelophysoidea, die tijdens het late Trias leefde in het gebied van het huidige Argentinië.

## Vondst en naamgeving
José Fernando Bonaparte wees in 1969 een stel achterpoten, bij Quebrada de los Jachalleros, drie kilometers ten zuiden van de Cerro Rajado, gevonden in het Villa Unión-Bassin in het noordwesten van Argentinië, toe aan de door hem in 1967 benoemde pseudosuchiër Riojasuchus tenuisceps, hoewel hij ze niet beschreef. Ze werden opgeslagen in een doos met het inventarisnummer PVL 4414, deel van de collectie van de afdeling paleontologie der gewervelden van het Instituto “Miguel Lillo”. De doos omvatte ook andere botten. In 1972 beschreef Bonaparte een skelet van een kleine theropode waarvan hij de overeenkomsten met Coelophysoidea aangaf. Dit was aangetroffen op dezelfde vindplaats. In 1989 en 2010 werd dit skelet door Fernando Emilio Novas geclassificeerd als Theropoda indeterminita. In september 2015 werd de inhoud van de doos na vele jaren weer eens bekeken waarbij bleek dat de achterpoten theropode materiaal vertegenwoordigden en voor het eerst een link werd gelegd met het andere skelet. 
In 2017 benoemde en beschreef Martín Dario Ezcurra deze resten als de typesoort Powellvenator podocitus. De geslachtsnaam verbindt de naam van wijlen de paleontoloog Jaime Eduardo Powell met een Latijn venator, "jager". De soortaanduiding is een combinatie van het Oudgrieks pous, "voet", met het Latijn citius, "snel" en moet dus gelezen worden als "de snelvoetige"; een zuiverder Latijn zou "pedocitius" opgeleverd hebben.
Het holotype, PVL 4414-1, is gevonden in de Los Colorados-formatie die dateert uit het Norien en ongeveer 213 miljoen jaar oud is. Het bestaat uit een onderste rechteronderbeen, inclusief de onderkant van een scheenbeen en kuitbeen, een sprongbeen, een hielbeen, de derde en vierde onderste tarsalia, de bovenkanten van het tweede, derde en vierde middenvoetsbeen en een vijfde middenvoetsbeen. Deze botten lagen oorspronkelijk in verband maar zijn ter bestudering van elkaar losgemaakt. Het gaat vermoedelijk om een jong dier of een jongvolwassen exemplaar. Het doorzagen van het holotype leverde geen zichtbare groeilijnen op. Het kan dus zijn dat dit individu nog geen jaar oud was.
Verschillende andere botten van de twee achterpoten zijn aan de soort toegewezen. Het betreft specimen PVL 4414-5, het onderste derde deel van een rechterdijbeen; specimen PVL 4414-8, het onderste derde deel van een linkerdijbeen; specimen PVL 4414-3, de onderkant van een linkerscheembeen; en specimen PVL 4414-4, het bovenste derde deel van een rechterscheenbeen en rechterkuitbeen. Deze stukken werden vlak bij het holotype aangetroffen en behoren hoogstwaarschijnlijk tot ditzelfde individu maar werden voorzichtigheidshalve daar maar niet bijgerekend.
Daarnaast is het skelet in 1972 beschreven toegewezen. Dit is specimen PVL 3848 omvattende een rechterdijbeen, een rechterscheenbeen dat een deel van de schacht mist, een rechterkuitbeen dat het het onderste derde deel mist en een rechtersprongbeen. Een reeks van drie halswervels die in 1972 als deel van het skelet werden beschreven, werden in 1972 buiten het materiaal gelaten omdat ze niet theropode leken en ook te klein waren. De theropode botten waren op de vindplaats vermengd met beenderen van Riojasuchus, Pseudhesperosuchus, Hemiprotosuchus en een cf. Tritylodon. Dit specimen is ongeveer anderhalfmaal zo lang als het holotype. In 2017 werd gemeld dat het zoek was.

## Beschrijving
Powellvenator is een kleine roofsauriër. Het holotype is een individu dat vermoedelijk nog geen halve meter lang was met een dijbeen van nog geen drie centimeter lengte. Zijn gewicht is geschat op 700 tot 725 gram. Het was echter wellicht nog lang niet volgroeid. Specimen PVL 3848 moet meer dan een halve meter lang geweest zijn. Gregory S. Paul schatte in 2024 de lengte op 1,1 meter bij een gewicht van één kilogram. Zijn sprongbeen is 41% breder dan dat van het holotype.
Enkele onderscheidende kenmerken werden vastgesteld. Het sprongbeen heeft een opvallend golvende bovenste achterrand. Het sprongbeen heeft van voren bezien een afgeronde verbreding naar boven toe op het binnenste deel van de voorkant van het hoofdlichaam. Het hielbeen heeft een naar buiten uitstekende richel op het hielbeen, de hele verticale hoogte van de voorste buitenhoek beslaand. Het derde tarsale heeft in bovenaanzicht een bolle voorste buitenrand. De schacht van het tweede middenvoetsbeen is sterk gereduceerd en heeft minder dan de helft van de breedte, zowel van voor naar achter als overdwars, van het derde middenvoetsbeen.
Daarnaast is er een unieke combinatie van op zich niet unieke kenmerken. Het scheenbeen mist een diagonale verheffing op de voorzijde alsmede een inkeping voor het achterste binnenste uitsteeksel van het sprongbeen. Bij het sprongbeen is de opgaande tak korter dan het hoofdlichaam. Het vierde tarsale heeft een sterk bolle voorrand in bovenaanzicht. Het derde middenvoetsbeen overlapt de binnenste achterrand van het vierde middenvoetsbeen niet.

## Fylogenie
Powellvenator werd in 2017 in de Coelophysoidea geplaatst. Een kladistische analyse had tot uitkomst dat hij de zustersoort was van Procompsognathus triassicus. Hun klade zou de zustergroep zijn van de Coelophysinae. Andere statistische bewerkingen van de gegevens leverden echter een positie onder Procompsognathus en boven Panguraptor op. Powellvenator is de eerste benoemde coelofysoïde uit Zuid-Amerika; Lucianovenator werd echter in hetzelfde nummer benoemd.